# Togoshi (métro de Tokyo)
Togoshi (戸越駅, Togoshi-eki) est une station du métro de Tokyo sur la ligne Asakusa dans l'arrondissement de Shinagawa à Tokyo. Elle est exploitée par le Bureau des Transports de la Métropole de Tokyo (Toei).

## Situation sur le réseau
La station Togoshi est située au point kilométrique (PK) 3,2 de la ligne Asakusa.

## Histoire
La station a été inaugurée le 15 novembre 1968.

## Services aux voyageurs

### Accès et accueil
La station est ouverte tous les jours.
En moyenne, 20 799 voyageurs ont fréquenté quotidiennement la station en 2015.

### Desserte
Ligne Asakusa :
- voie 1 : direction Nishi-Magome

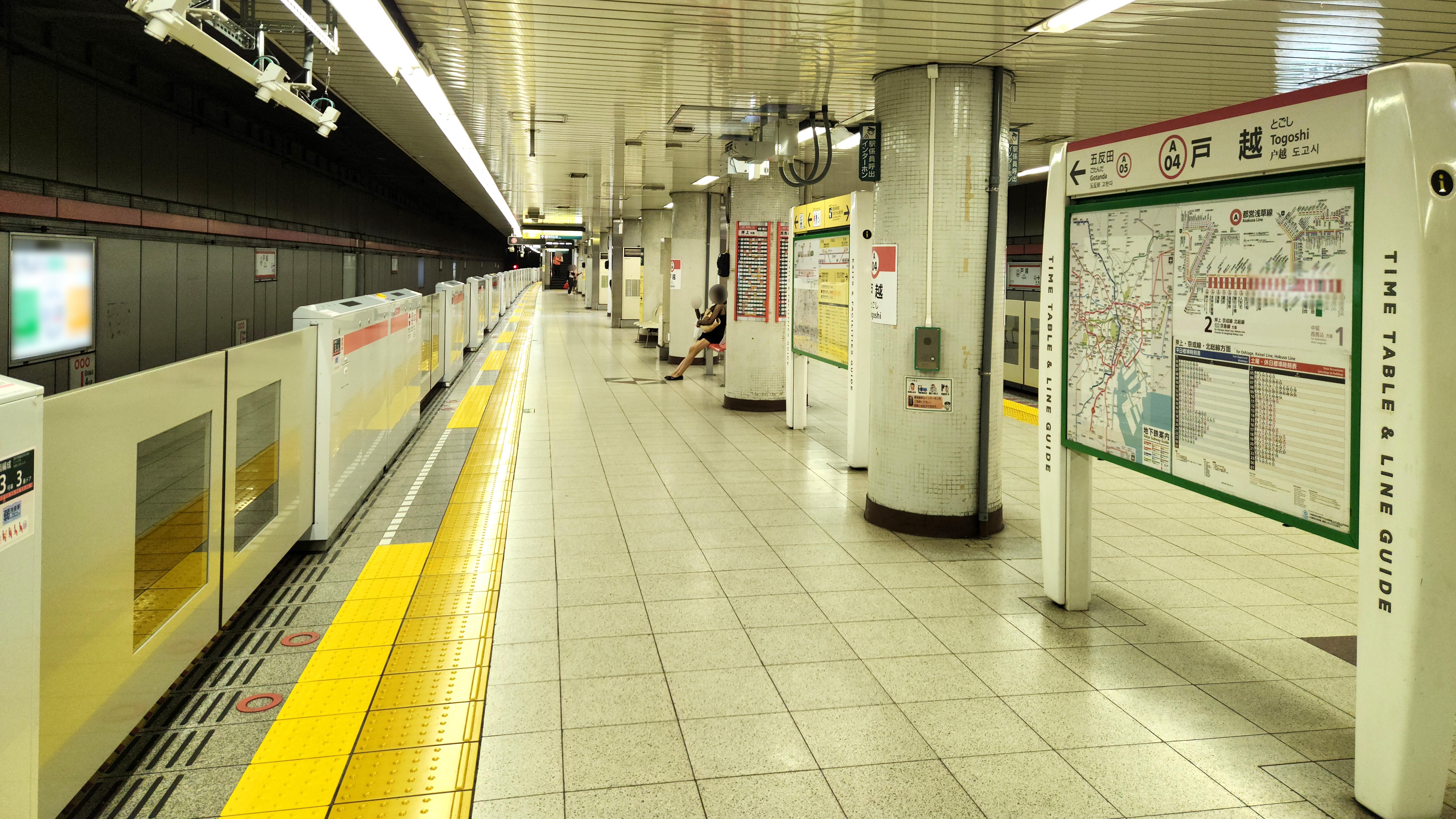
Quai de la station

- voie 2 : direction Oshiage (interconnexion avec la ligne principale Keisei pour Inba-Nihon-Idai, Shibayama-Chiyoda ou l'aéroport de Narita)

### Intermodalité
La gare de Togoshi-ginza de la compagnie Tokyu est située à environ 200 m au nord-ouest de la station.